# Vidal Marín del Campo
Vidal Marín del Campo (Mora, 22 de febrer de 1653 - Madrid, 10 de març de 1709) va ser un religiós espanyol, bisbe de Ceuta (1694-1709) i inquisidor general (1705-1709).
És ordenat sacerdot el 9 d'abril de 1678. Es va llicenciar a la Universitat d'Alcalà, on va obtenir el títol de mestre de teologia. Va ser inquisidor major a Salamanca i canonge magistral de la catedral de Santa Domingo de la Calzada, i canonge lectoral de la catedral de Sevilla.
El 13 de setembre de 1694 és nomenat bisbe de Ceuta. Consagrat a Sevilla el 19 de desembre per Jaime de Palafox i Cardona, arquebisbe de la ciutat. Pren possessió de la diòcesi el 9 de novembre de 1695. Els primers anys del seu càrrec van ser difícils, a causa del setge de la ciutat per part del soldà del Marroc, Mulay Ismail. Anys més tard, el 1704, per la Guerra de Successió, va enfrontar-se als anglesos que s'havien fet amb Gibraltar i tractaven de conquerir Ceuta. Finalitzats els conflictes, la diòcesi va rebre ajudes materials per renovar i reconstruir diferents edificis religiosos.
El 24 de març de 1705 és nomenat per Felip V, inquisidor general d'Espanya. Va morir a Madrid el 10 de març de 1709, enterrat primerament a l'església de San Martín de Madrid i, firmat el tractat de Rastatt, que posava fi a la guerra totalment, les seves restes van ser traslladades a Ceuta el 1714 i enterrades al santuari de Nostra Senyora d'Àfrica.